# Нейман Еллаїда Данилівна
Еллаїда Данилівна Не́йман (24 червня 1926, Устя — 26 липня 2003, Новий Орлеан) — українська художниця; член Спілки радянських художників України з 1960 року. Мати художника Джозефа Мінського.

## Біографія
Народилась 24 червня 1926 року в селі Усті (нині Гайсинський район Вінницької області, Україна). 1951 року закінчила Одеське художнє училище, де навчалася у Леоніда Мучника, Миколи Павлюка, М. Поплавського.
Мешкала в місті Чернівцях в будинку на вулиці Ватутіна, № 1, квартира № 6. 1994 року виїхала до США. Померла у Новому Орлеані 26 липня 2003 року.

## Творчість
Працювала в галузі станкового живопису, створювала портрети, пейзажі, натюрморти, жанрові картини. Серед робіт:
- «На Буковині» (1957);
- «Рідна пісня» (1960);
- «Буковинські мелодії» (1961);
- «Марічка» (1961);
- «На нових шляхах» (1962);
- «Ми — наречені» (1965);
- «Буковинські маки» (1967);
- «Гуцульщина» (1968);
- «Зелені води» (1969);
- «Біля старого моста» (1969);
- «Молодість» (1971);
- «Запрошення» (1971);
- «Зачарована тиша» (1971);
- «Весілля» (1973).
- «Реквієм» (1974);
- «Перевал Беркут» (1974);
- «Північна повість» (1980);
- «Пам'ять» (1982);
- «Білий день. Чернівці» (1983);
- «Білий Черемош» (1984).

Також авторка серії пейзажів «Дороги Буковини» (1963—1969), «Мирна земля Буковини» (1985), пейзажів Прибалтики, Росії; циклу «Дерева».
З 1953 року брала участь в обласних, республіканських, всесоюзних і зарубіжних художніх виставках. Персональні виставки відбулися у Чернівцях у 1970, 1975, 1982—1983, 1986, 1991 роках, Миколаєві у 1976 році, Рязані у 1976, 1982 роках, Києві у 1982, 1986 роках, Москві у 1994 році.
Картини представлені в Закарпатському художньому музеї в Ужгороді, Львівській картинній галереї, Чернівецькому художньому музеї, музеях Росії, Молдови.